# Південний Гемпшир
Південний Гемпшир (англ. South Hampshire) — термін, який використовується в основному для позначення агломерації, утвореної містами Портсмут, містом Саутгемптон і неметричними районами Госпорт, Фарем, Гавант і Істлі в південному Гемпширі, Південно-Східна Англія. За оцінками, у 2013 році в цьому районі проживало понад 1,5 мільйона осіб. Це найбільш густонаселена частина Південно-Східної Англії, за винятком Лондона. Цю територію іноді називають Солент-Сіті, особливо у зв'язку з місцевою делегацією, але цей термін є суперечливим.

## Історія
У 1965 році лейбористський уряд Гарольда Вільсона доручив містобудівнику Коліну Бьюкенену вивчити регіон. Він виявив, що регіон зростає економічно важливим, який відчайдушно потребує належного планування, щоб уникнути незапланованого розростання, і запропонував будівництво модерністського міського району між Саутгемптоном і Портсмутом. Однак це викликало опір з боку місцевої влади, яка зайняла запропоновані ділянки забудови, і плани Бьюкенена так і не були втілені в життя.
Натомість, завдяки високотехнологічній промисловості та послугам, територія зросла в основному без загального планування, щоб стати, можливо, найбільш густонаселеним регіоном Великої Британії. Наприкінці 20-го століття масове виробництво звичайних товарів знизилося, внаслідок чого кілька міст і міських районів збідніли та страждали від безробіття, однак на початку 21-го століття в деяких районах, особливо поблизу університетів, а також у багатьох передмістях і околицях стали домінувати нерухомості з високим рівнем доходу та пенсії. Централізовано сплановані програми будівництва включали великі маєтки, ретельно з’єднані новою мережею доріг, комерційного та житлового призначення архітекторами Ради округу Гемпшир на чолі з Коліном Стенсфілдом Смітом. В іншому випадку розробка роздрібних парків, бізнес-парків і житла, як правило, була індивідуальною основою.